# Винницкий, Сергей
Серге́й Ви́нницкий (20 октября 1975) — российский футболист, защитник.

## Карьера
Профессиональную карьеру начал в 1992 году в клубе «Венец» из города Гулькевичи, сыграл 2 матча, после чего, в июне, покинул команду. В июле пополнил ряды «Кубани», в составе которой дебютировал в Высшей лиге России, всего в том сезоне сыграл 4 матча — во всех выходил на замену во втором тайме. Кроме того, сыграл в том году 4 встречи в составе клуба «Нива» из города Славянск-на-Кубани.